# 洪寧
洪寧（Hồng Ninh，1591年—1592年）是大越国莫朝莫茂洽的第六个年号，共计2年。

## 纪年
| 洪寧 | 初年     | 2年      |
| 公历 | 1591年   | 1592年   |
| 干支 | 辛卯     | 壬辰     |
| 黎朝 | 光興14年 | 光興15年 |
| 明   | 万曆19年 | 万曆20年 |